# Uroża
Uroża – osada leśna w województwie pomorskim, w powiecie chojnickim, w gminie Czersk.
Miejscowość wchodzi w skład sołectwa Odry.
W latach 1975–1998 miejscowość administracyjnie należała do województwa bydgoskiego.